# Base Aèria de Farkhor
La Base Aèria de Farkhor és una base aèria militar situada prop de la ciutat de Farkhor, al Tadjikistan, a 130 quilòmetres al sud-est de la capital, Duixanbe, i molt propera a la frontera amb Afganistan. Està operada per la Força Aèria de l'Índia en col·laboració amb la Força Aèria del Tadjikistan. Farkhor és la primera base militar de l'Índia fora del seu territori.

## Història
El 1996-97, l'Ala de Recerca i Anàlisi (anglès: Research and Analysis Wing, abreujat com R&AW) va iniciar negociacions amb el Tadjikistan per a utilitzar la base aèria de Farkhor per a transportar subministraments militars a gran altitud a l'Aliança del Nord afganesa, donar servei als seus helicòpters i reunir informació d'intel·ligència. En aquells dies, l'Índia gestionava un petit hospital militar al districte de Farkhor. L'hospital de Farkhor es va utilitzar per a tractar als membres de l'Aliança del Nord afganesa ferits en els combats amb els talibans, inclòs el cap militar Ahmad Shah Massud, que va ser traslladat allí després d'un atemptat suïcida contra ell. El 2002, l'Índia va reconèixer que estava instal·lant una base aèria a Farkhor, que es va aconseguir amb ajuda de Rússia. La base aèria es trobava en estat ruïnós i no s'utilitzava des de la dècada de 1980. El 2003, el govern indi va adjudicar a un constructor privat una licitació de 10 milions de dòlars per a restaurar la base aèria abans de 2005. Després de l'impagament del constructor, l'Organització de Carreteres Frontereres va intervenir per a completar les obres. El 2006, l'Índia es va plantejar desplegar un esquadró d'avions MiG 29 a la base.

## Situació estratègica i implicacions geopolítiques
La base aèria de Farkhor proporcionaria a l'exèrcit indi la profunditat i l'abast necessaris per a exercir un paper més important en el subcontinent indi i és una manifestació tangible de la intenció de l'Índia de projectar el seu poder a l'Àsia central.